# Церква Святого Архистратига Михаїла (Львів, Сихів)
Храм святого Архистратига Михаїла — греко-католицький храм у Сихівському районі м. Львова.

## Історія
У 1910 році сихівські парафіяни власним коштом збудували першу місцеву римсько-католицьку святиню — невелику каплицю, яку освятили під титулом Пресвятої Діви Марії Королеви Польщі (пол. Kościół Matki Bożej Królowej Polski). У 1912—1913 роках у Сихові заснували парафіяльну експозитуру, до якої увійшло також село Пасіки-Зубрицькі із власною мурованою неоготичною каплицею Святої Броніслави, спорудженою 1912 року коштом власників маєтку в Сихові — родини Сеферовичів (пол. Seferowiczowie). У 1927 році сихівська експозитура отримала статус парафії у межах Львівського заміського деканату.
1929 року парафія налічувала 1 100 вірних та обслуговував її адміністратор о. Дионізій Любовецький. Його наступник о. Телесфор Габриль 1936 року на кошти парафіян, чисельність яких збільшилась до 1 400 вірних, здійснив перебудову каплиці за проєктом архітектора Анджея Фридецького, розширюючи її до розмірів костелу. Таким чином колишня каплиця стала пресбітерієм сучасної святині.
У 1946 році радянська влада закрила сихівський храм. Останній адміністратор парафії отець Юстин Костек та частина парафіян виїхали до Польщі, забравши із собою костельне майно з парафіяльної святині та каплиці у Пасіках-Зубрицьких, а ключі від храму передав місцевим греко-католикам. Першу Службу Божу у греко-католицькому обряді тут відправив о. Левицький-Рогаль. Проте наприкінці того ж року храм перейшов до Московського патріархату, парохом храму став православний священик о. Тарнавський, що прибув з Волині.
У 1989 році на парафії був створений церковний комітет, основним завданням якого було повернути церкву святого архистратига Михаїла греко-католицькій громаді. 5 липня 1990 року було проведене опитування вірних парафії про приналежність до релігійних конфесій. Більшість голосів віруючих було віддано за УГКЦ. Рішенням виконкому Червоноармійського району м. Львова від 15 липня 1990 року церква святого архистратига Михаїла була передана у власність греко-католицькій громаді. Восени 1990 року в храмі відбулася перша Служба Божа, яку відправив монах чину Теодора Студита — брат Олександр (Приліп). Нині адміністратором храму є о. Володимир Білоцький. Ще у 1990-х роках біля церкви постала дзвіниця збудована за проєктом архітекторів Григорія Калініна та І. Ковалишина.